# Nikola Antonijević
Nikola Antonijević (Phoenix, 18 agosto 1993) è un pallavolista statunitense di origine serba.
Gioca nel ruolo di centrale nell'Association Sportive Cannes Volley-Ball.

## Carriera
La carriera di Nikola Antonijević inizia a livello scolastico, nella squadra della Stevenson High School, per proseguire a livello universitario la Pepperdine University, con la quale disputa la Division I NCAA dal 2011 al 2015; durante questi anni fa parte anche delle selezioni giovanili statunitensi, vincendo con quella under 19 la medaglia d'argento al campionato nordamericano 2010 e quella di bronzo alla Coppa panamericana 2011.
Nella stagione 2015-16 firma il suo primo contratto professionistico, ingaggiato in Francia dall'Association Sportive Cannes Volley-Ball, club impegnato in Ligue A.

## Palmarès

### Nazionale (competizioni minori)
- Campionato nordamericano under 19 2010
- Coppa panamericana under 19 2011